# Pernarava
Pernarava är en ort i Litauen. Den ligger i den centrala delen av landet, 120 km nordväst om huvudstaden Vilnius. Pernarava ligger 82 meter över havet och antalet invånare är 299.
Terrängen runt Pernarava är platt. Runt Pernarava är det ganska glesbefolkat, med 42 invånare per kvadratkilometer. Närmaste större samhälle är Ariogala, 10,5 km väster om Pernarava. Trakten runt Pernarava består till största delen av jordbruksmark.